# Licuala leprosa
Licuala leprosa är en enhjärtbladig växtart som beskrevs av Carl Lebrecht Udo Dammer och Odoardo Beccari. Licuala leprosa ingår i släktet Licuala och familjen Arecaceae. Inga underarter finns listade i Catalogue of Life.